# Гожмувир
Гожмуви́р (рос. Гожмувыр) — присілок в Якшур-Бодьїнському районі Удмуртії, Росія.
Населення — 32 особи (2010; 26 в 2002).
Національний склад (2002):
- удмурти — 88 %

## Урбаноніми[4]
- вулиці — Центральна